# Matrice
Matrice – miejscowość i gmina we Włoszech, w regionie Molise, w prowincji Campobasso.
Według danych na rok 2004 gminę zamieszkiwało 1067 osób, 53,4 os./km².